# Anta da Pedra dos Mouros

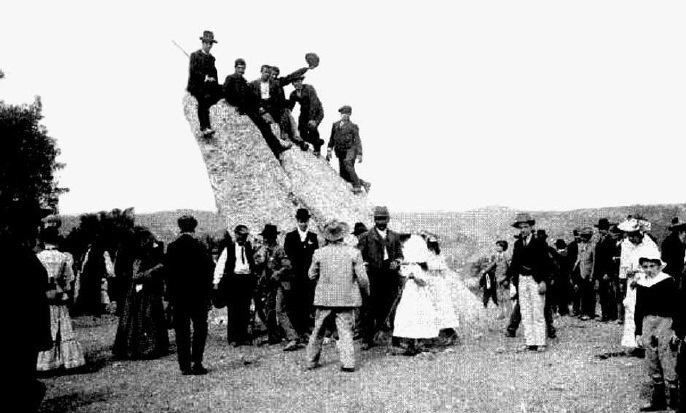
Anta da Pedra dos Mouros por volta de 1900

A Anta da Pedra dos Mouros, também conhecida como Anta do Senhor da Serra, é um dólmen megalítico situado na freguesia de Queluz e Belas, município de Sintra, Distrito de Lisboa, em Portugal. 
Acredita-se que remonta às épocas neolítica tardia e calcolítica inicial (4 000 – 2 500 a.C.). 
A Anta da Pedra dos Mouros, a Anta da Estria e a Anta do Monte Abraão estão a uma curta distância entre elas e são conhecidas coletivamente como Antas de Belas. 

## Descrição
A Anta da Pedra dos Mouros foi identificada pela primeira vez na década de 1850 por Carlos Ribeiro. Apesar de ter sido classificado como monumento nacional desde 1910, o dólmen sofreu recentemente danos significativos.
A Anta da Pedra dos Mouros foi identificada pela primeira vez em 1856 por Carlos Ribeiro (1813-1882), que não teve oportunidade de realizar escavações até 1876, depois de receber a aprovação do proprietário, o Marquês de Belas. Naquela época, a câmara funerária já estava em mau estado, com apenas três pedras de suporte na vertical, aparentemente com duas figuras antropomórficas gravadas nela. Ribeiro encontrou três ortostatos restantes in situ. O maior inclinava-se para o norte, com 5 metros de comprimento, 3,7 m de largura e 0,27 m de espessura. Isso foi parcialmente sustentado por uma segunda peça, de 4,5 m de comprimento, 2 m de largura e 0,25 m de espessura, que estava em contato com a terceira pedra, que tinha cerca de 4 m de largura, mas subiu apenas um metro acima do solo, pois estava quebrada. Não havia fragmentos visíveis ao redor. Durante a escavação, Ribeiro também encontrou quatro lajes menores. Ribeiro e estudos subsequentes (de Ferreira, G. e V. Leisner e Boaventura) produziram interpretações diferentes da estrutura exata do sepulcro e de sua orientação.

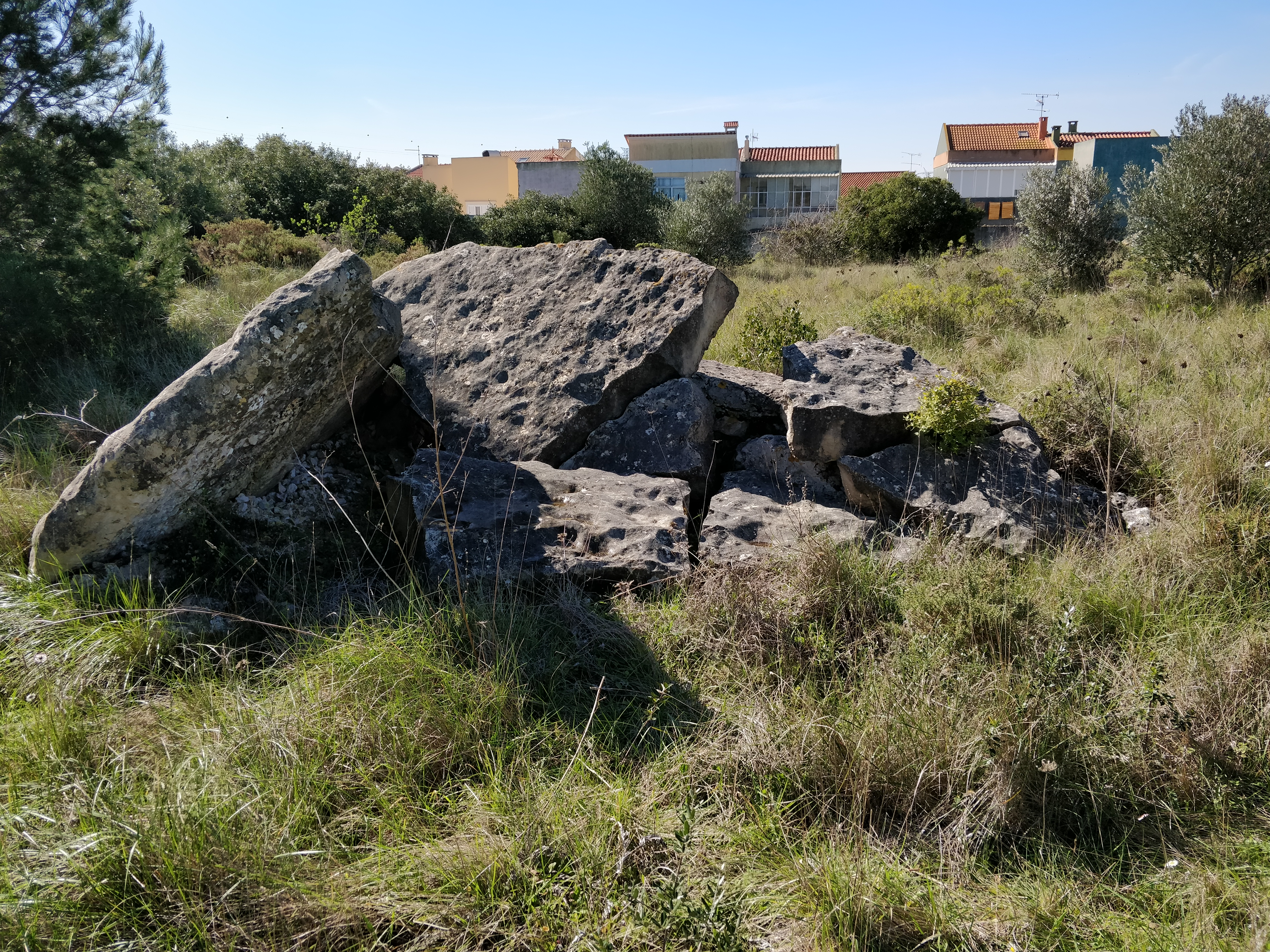
A Anta da Pedra dos Mouros em 2019

Os itens encontrados por Ribeiro durante suas escavações são mantidos no Museu Geológico de Lisboa. Eles incluem um machado de pedra, ferramentas de sílex, utensílios para uso doméstico, vasos e ossos humanos e de animais. Ribeiro observou que o conteúdo da tumba já havia sido modificado e que suas descobertas "não foram muito proveitosas". Essa impressão foi confirmada pela presença nos espólios de uma moeda portuguesa datada de 1741 e por informações de habitantes locais que aconselharam Ribeiro que o túmulo havia sido invadido uma década antes de suas escavações. No entanto, contrariamente à opinião de Ribeiro (1880) e autores posteriores, os itens coletados, embora escassos, permitem uma compreensão geral da tumba.
Durante muito tempo, o local foi de peregrinação para a população local, acreditando-se que as mulheres recém-casadas que deslizassem pela lateral da pedra dominante pudessem conceber. Essas peregrinações chegaram ao fim em 1942, quando o proprietário proibiu o acesso. A pedra dominante foi encontrada quebrada em numerosas peças em junho de 2010: ainda não está claro se isso foi causado por vandalismo ou foi o resultado de detonações durante a construção da nova rodovia A9, que passa perto do dólmen.